# 0%Mercury
0 %Mercury — український металкор/дезкор гурт із Харкова. Гурт здобув 3 місце на конкурсі метал битви в рамках фестивалю Wacken Open Air 2023.

## Історія
Гурт був створений у 2016 році в Україні.
Після початку повномасштабного вторгнення Росії гурт переїхав в місто Вінниця.
12 травня 2023 вийшов спільний трек з Ендрю Германом (Johnny Booth) «2000 Rockets»
28 липня 2023 року гурт виступив на фестивалі «Файне Місто» у Львові.
24 листопада 2023 вийшов перший студійний альбом гурту під назвою We Should Definitely Do This!.
У серпні 2023 року 0 %Mercury виступили на Wacken Open Air. На цьому фестивалі гурт також виборов 3 місце в метал-батлі.

## Склад
- Олена — вокал
- Костя — гітара
- Павло  — бас-гітара
- Ігор — ударні

## Дискографія
- We Should Definitely Do This! (2023)